# Valkeiskangas hållplats
Valkeiskangas hållplats är en före detta hållplats på Haapamäki–Seinäjoki-banan i Keuru, Finland. Den öppnades den 1 januari 1936, och  lades ned den 1 juni 1948. Trafikplatsen öppnades igen den 1 juni 1965. Den 31 augusti 1966 upphörde passagerartrafiken igen och hållplatsen lades slutligen ner den 26 maj 1968.
En plankorsning med samma namn finns på den före detta hållplatsens plats och går över Koipikankaantie.